# Albersdorf (Holstein)
Albersdorf település Németországban, Schleswig-Holstein tartományban. Lakosainak száma 3847 fő (2023. december 31.).

## Népesség
A település népességének változása:
| Lakosok száma | 3530 | 3482 | 3717 | 3704 | 3670 | 3772 | 3774 | 3847 |
|               | 1975 | 2015 | 2017 | 2018 | 2019 | 2021 | 2022 | 2023 |